# Charroux, Vienne

Charroux este o comună în departamentul Vienne, Franța. În 2009 avea o populație de 1,165 de locuitori.